# Karczomka (obwód mohylewski)
Karczomka (biał. Карчомка; ros. Корчёмка; pol. hist. Karczemka) – wieś na Białorusi, w obwodzie mohylewskim, w rejonie mohylewskim, w sielsowiecie Wiendaraż.
Znajduje tu się zapora wodna na Alchouce, tworząca niewielki zbiornik zaporowy.

## Historia
W XIX w. wieś i majątek ziemski od 1866 będący własnością Protasiewiczów. Położona była wówczas w Rosji, w guberni mohylewskiej, w powiecie mohylewskim. Następnie w granicach Związku Sowieckiego. Od 1991 w niepodległej Białorusi.